# 北广传媒优优宝贝电视频道
北广传媒优优宝贝电视频道，是中国大陆的一个面向母亲和婴幼儿的付费电视频道，于2004年开播。该频道原名为亲亲宝贝，2008年改为现名。
2023年起，优优宝贝频道转型，主要播出中小学生才艺表演节目。

## 节目

### 自制节目
- 《全球育儿资讯》[4]
- 《成长指标》
- 《婴幼养生》
- 《谢宏真道理》
- 《冠军宝贝训练营》
- 《明星爸爸女儿经》
- 《明星妈妈育儿经》
- 《营养+++》
- 《健康风向标》
- 《孕育专家热线》

### 引进节目
- 《天下父母》
- 《美味妈妈》
- 《奇趣大自然故事会》
- 《巴布熊猫》
- 《产科病房》
- 《和宝宝在一起》（公共广播机构NHK制作的节目，即佳佳时期的《躲猫猫！》）
- 《我的宝贝》
- 《奇趣宝典俱乐部》